# Синт-Трёйден (аббатство)
Аббатство Синт-Трёйден (нидерл. Abdij van Sint-Truiden) — историческое бенедиктинское аббатство в Синт-Трёйдене, округ Хасселт провинции Лимбург, северо-восточная Бельгия.

## История
Аббатство было основано в 656 году бельгийским монахом святым Трудоном. Он умер в 693 году и был погребён в монастырской церкви. Монастырь дал начало городу Синт-Трёйдену, возникшему из поселений вокруг аббатства. Могила святого привлекает множество паломников, дав толчок экономическому процветанию населённого пункта.
В IX веке монастырь стал частью Бенедиктинского ордена. Дважды монастырь был разрушен в результате нападений норманнов в 883 и 938 годах. В середине XI века была построена большая готическая церковь длиной 100 метров и шириной 27 метров. Останки самой высокой башни и крипты сохранились по сей день. В XII веке аббатство является важным духовным и паломническим центром. Завершена постройка монастырских зданий. Открыта монашеская школа. Аббатство имеет право чеканить монеты: монетный двор существовал до 1560 года. В духовном отношении аббатство подчинено юрисдикции епархии Меца.
В XVI—XVII веках монастырь продолжает расширяться — воздвигнуты стены и новый аббатский комплекс. К средней башне в 1779 году добавлены готические башенки. В XVI веке резиденцией аббата Синт-Трёйдена стал замок Тер Долен в Хаутхален-Хелхтерене.
Во время Французской революции в аббатство прибывают французские войска, монахи были изгнаны, а аббатское имущество — конфисковано и продано революционным правительством в 1789 году. Церковь была разрушена, некоторые здания перестроены под другие цели. В 1797 году был продан частным лицам и монастырский замок Тер Долен.
В 1843 году Льежской епархия открывает небольшую семинарию в части монастырских зданий. В 1845 году на том месте, где святой Трудон построил первую монастырскую церковь в 656 году, в семинарии была построена новая церковь в неоклассическом стиле. Эта церковь, четвертая по счёту, в свою очередь была разрушена во время пожара в 1975 году. В 1992 году взрывом были уничтожены остатки аббатской мельницы. Семинария была закрыта в 1972 году. Остальные здания аббатства и семинарии в настоящее время заняты епархиальным колледжем голландской епархии в Хасселте.

## Пиво Тер Долен

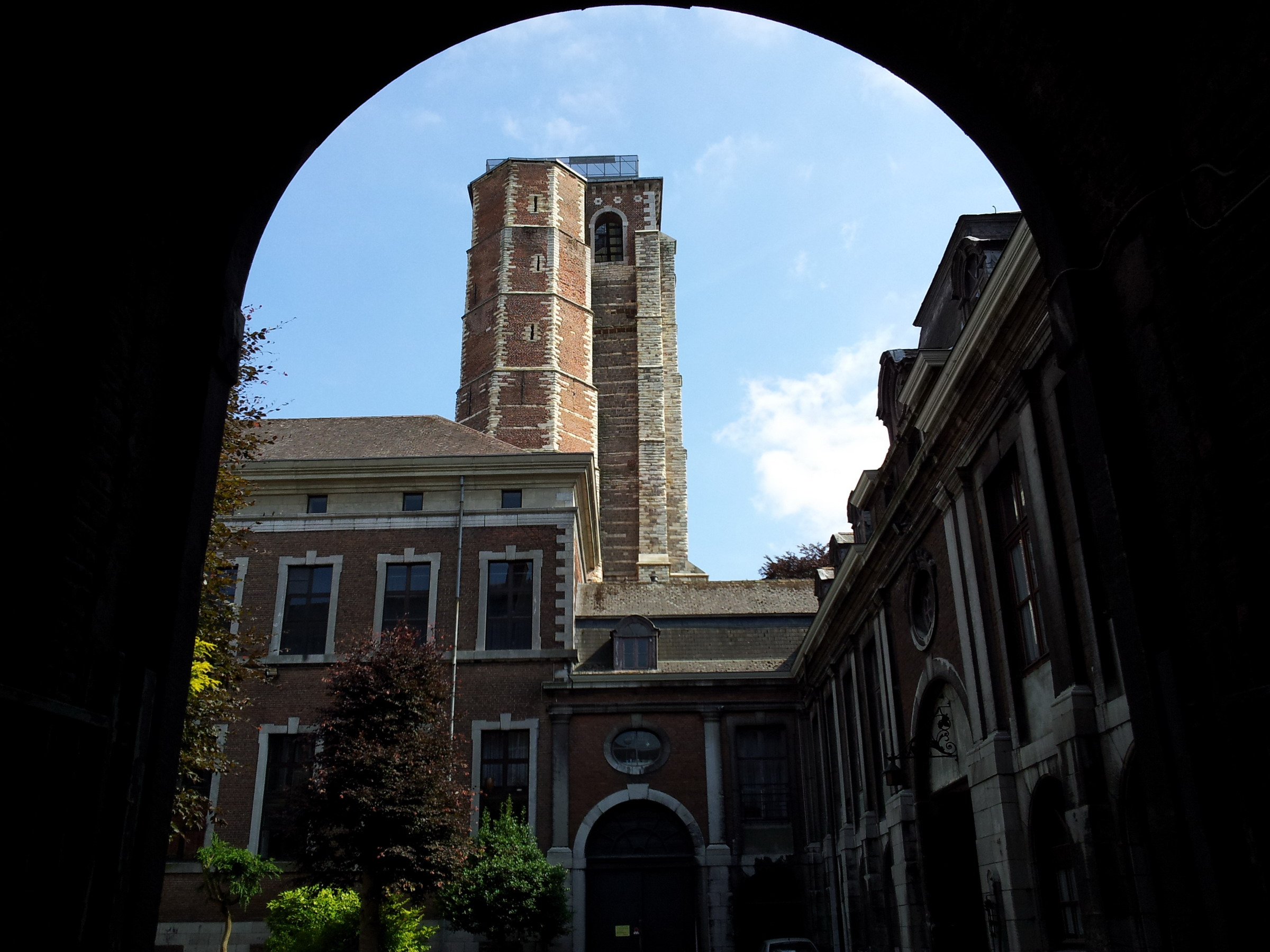
Ворота аббатского комплекса

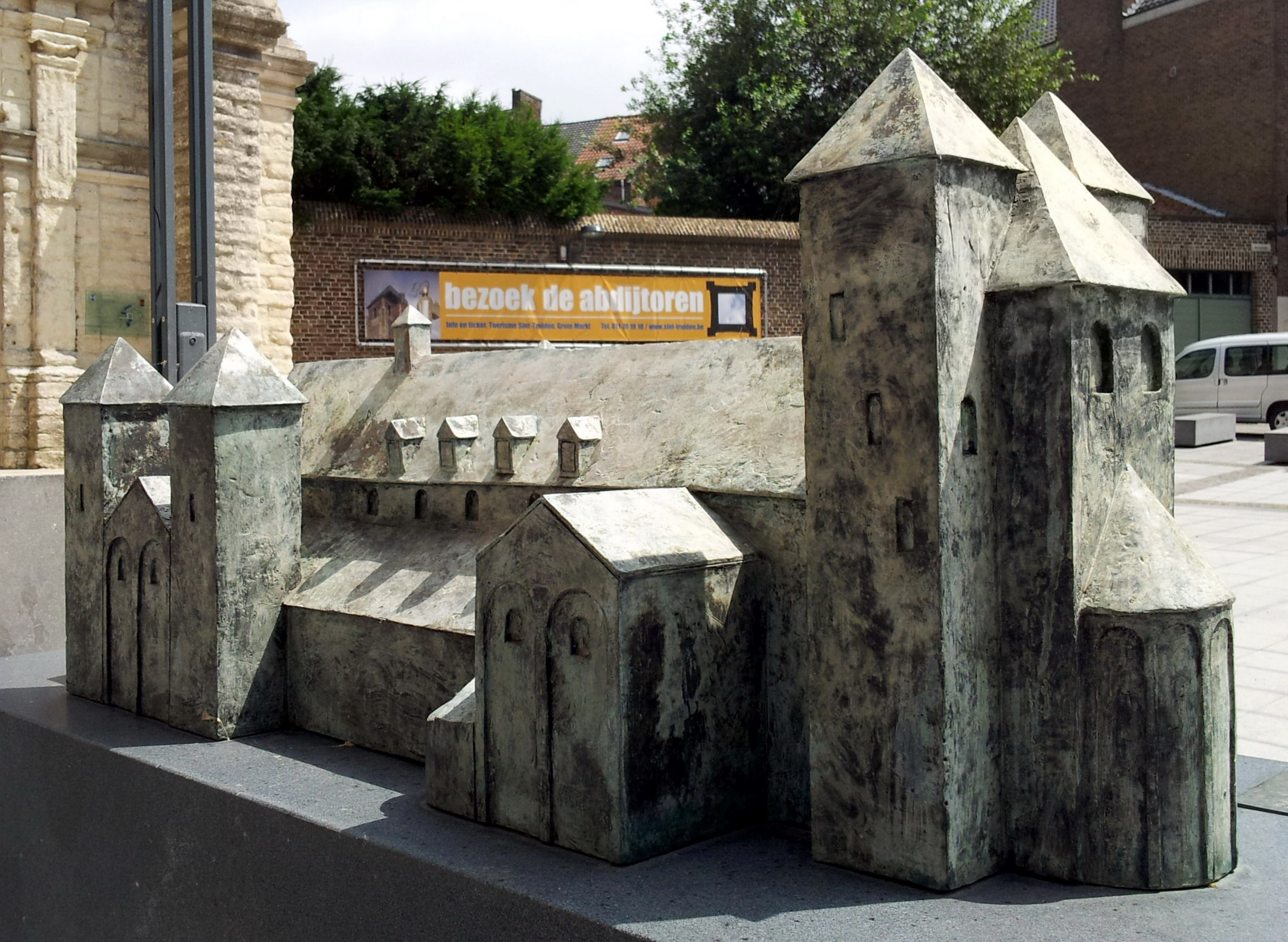
Бронзовая модель бывшего аббатства

В 1990 году полуразрушенный аббатский замок Тер Долен был куплен Мишелем Десплентером. За четыре года замок был основательно отремонтирован, в одну из хозяйственных построек установлена новая пивоварня. Основана пивоваренная компания Kasteelbrouwerij De Dool, которая в 1994 году выпускает на рынок аббатское пиво Ter Dolen. В апреле 2008 года пиво сертифицировано Союзом бельгийских пивоваров как «признанное бельгийское аббатское пиво» (Erkend Belgisch Abdijbier) и может нести логотип, изображающий стилизованную чашу с коричневым пивом, вписанную в готическую арку-окно.
Ассортимент пива Ter Dolen включает марки Ter Dolen Blond, 6,1 %, Ter Dolen Donker, 7,1 %, Ter Dolen Tripel, 8,1 % и Ter Dolen Kriek, 4,5 %.